# Paraloid B-72
Paraloid B-72 ou B-72 é uma resina termoplástica criada pela Rohm and Haas para uso como revestimento de superfície e como veículo para tinta flexográfica . Hoje, o B-72 é comumente usado como um adesivo por conservadores-restauradores, especificamente na conservação e restauração de objetos de cerâmica, objetos de vidro, a preparação de fósseis, o endurecimento de martelos de piano, e também pode ser usado para rotular objetos de museu.

## Usos

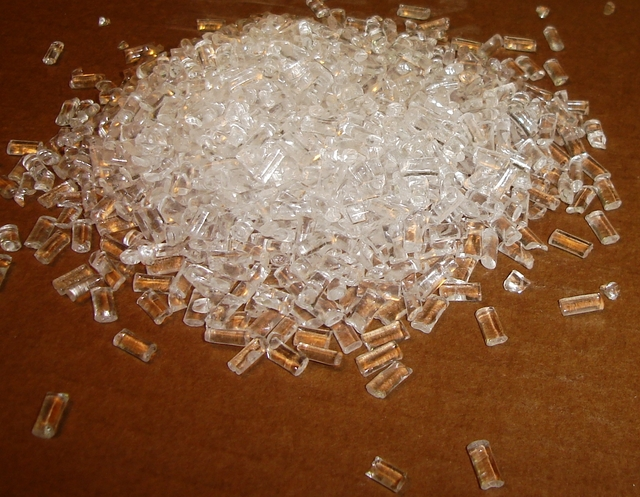
Paraloid B-72 em forma de pelota

B-72 é uma resina acrílica durável e que não amarelece, que pode ser descrita quimicamente como um copolímero de etilmetacrilato. É solúvel em acetona, etanol, tolueno e xilenos, entre outros solventes e misturas de solventes.
Uma das principais vantagens do B-72 como consolidante é que ele é mais forte e mais duro do que o acetato de polivinila, sem ser extremamente quebradiço. Este adesivo é mais flexível do que muitos dos outros adesivos normalmente usados e tolera mais estresse e tensão em uma junção do que a maioria dos outros. As principais desvantagens do uso do B-72 estão relacionadas às suas propriedades de manuseio: como no caso de outras resinas acrílicas é difícil de aplicar como adesivo e de manipular com precisão.
O solvente mais adequado para B-72 é a acetona. No entanto, misturas de solventes com várias proporções de acetona, etanol e tolueno são frequentemente usadas para alterar o tempo de trabalho da resina e para produzir propriedades ligeiramente diferentes (dureza e flexibilidade, por exemplo) na resina solidificada. Ao contrário do nitrato de celulose, o B-72 não precisa de aditivos como plastificantes para estabilizar sua durabilidade. A sílica coloidal pirogênica pode ser adicionada para ajudar na trabalhabilidade da resina. Pesquisas mostram que a sílica distribui melhor o estresse e a deformação que ocorrem durante a evaporação de um solvente e durante a pega do filme adesivo.:9
Por causa de sua transparência e versatilidade, os conservadores, liderados por Stephen Koob do Corning Museum of Glass, começaram recentemente a usar folhas fundidas de B-72 como material de preenchimento em objetos de vidro.